# Rio Zwarte Water

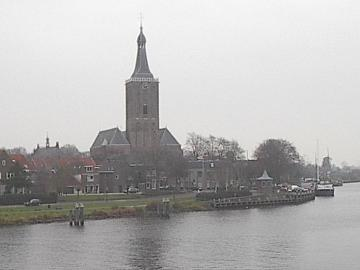
O Zwarte Water em Hasselt

O Zwarte Water é um rio dos Países Baixos com 19 km de comprimento, na província de Overijssel. Forma-se a sul da cidade de Zwolle.
Existe uma ponte sobre o rio, chamada Mastenbroekerbrug.